# 아메리칸 파이: 썸머 캠프
《아메리칸 파이: 썸머 캠프》(영어: American Pie Presents: Band Camp)는 2005년 개봉한 미국의 섹스 코미디 DVD 영화로, 아메리칸 파이 시리즈 파생 작품이다.

## 출연
- 태드 힐건브링크
- 유진 레비
- 애리엘 케블
- 제이슨 얼스
- 맷 바
- 준 히 리
- 크리스틀 라이트닝
- 오마 벤슨 밀러
- 크리스 오언
- 로런 C. 메이휴
- 앤절라 리틀
- 레이철 벨트리
- 릴리 마리에
- 진저 린
- 리처드 키스
- 제니퍼 월컷
- 태라 킬리언
- 대니얼 부코
- 마이카 앨버티
- 애덤 와일리

## 기타 제작진
- 라인 제작: 조지프 P. 제니에이
- 배역: 타이 하먼, 낸시 네일러
- 미술: 앤턴 트람블레이
- 세트: 리사 통
- 의상: 신시아 버그스트럼
- 분장: 플러 모렐
- 헤어: 미셸 러네이 일럼
- 제작 관리: 캐런 고로데츠키
- 조감독: 소니아 발라, 저럼 A. 스워츠